# Fisher (ö)
Fisher (engelska: Fisher Island) är en ö i Australien. Den ligger i kommunen Cook och delstaten Queensland, omkring 2 000 kilometer nordväst om delstatshuvudstaden Brisbane.
Savannklimat råder i trakten. Genomsnittlig årsnederbörd är 1 515 millimeter. Den regnigaste månaden är mars, med i genomsnitt 473 mm nederbörd, och den torraste är augusti, med 7 mm nederbörd.